# François-Xavier Lê Văn Hông

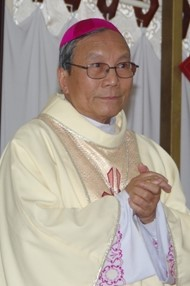
François-Xavier Lê Văn Hông

François-Xavier Lê Văn Hông (Phanxicô Xaviê Lê Văn Hồng; * 30. Juni 1940 in Tribuu, Quảng Trị, Vietnam) ist ein vietnamesischer Geistlicher und emeritierter römisch-katholischer Erzbischof von Huế.

## Leben
Lê Văn Hông besuchte das Kleine Seminar in Huế (1953–1961), das Päpstliche Große Seminar in Dalat (1961–1969) und vervollständigte sein Studium im Fach Kirchenrecht am Institut catholique de Paris (1999–2002).
Am 21. Dezember 1969 empfing er die Priesterweihe in Huế. Er war Professor am Großen Seminar in Huế (1970–1973), Beauftragter für die Berufungspastoral (1973–1974), Militärkaplan (1974–1975) und Pfarrer in Truoi (1975–1999). Seit 2002 war er Pfarrer in Phu Hau (Huế) und Beauftragter für die theologische Priesterfortbildung der Erzdiözese Hué.
Am 19. Februar 2005 ernannte ihn Papst Johannes Paul II. zum Titularbischof von Gadiaufala und zum Weihbischof in Huế. Der Erzbischof von Huế, Etienne Nguyên Nhu Thê, spendete ihm am 7. April desselben Jahres die Bischofsweihe. Mitkonsekratoren waren der Bischof von Qui Nhơn, Pierre Nguyên Soan, und der Bischof von Đà Nẵng, Paul Nguyên Binh Tinh PSS.
Papst Benedikt XVI. ernannte ihn am 18. August 2012 zum Erzbischof von Huế.
Papst Franziskus nahm am 29. Oktober 2016 seinen altersbedingten Rücktritt an.